# Sun He
Sun He (chinesisch 孫和 / 孙和), Großjährigkeitsname Zixiao (子孝,  Zǐxiào), formell Kaiser Wen von Wu (文皇帝,  Wen huangdi; * 223; † 253) war einer der Söhne und zeitweise Kronprinz von Sun Quan, dem ersten Kaiser der Wu-Dynastie.
Er wurde 223 als Sohn von Sun Quans damaliger Lieblingskonkubine Wang geboren und selbst auch ein Liebling seines Vaters. 236, im Alter von 13 Jahren, wurde ihm ein Mitarbeiterstab zur Verfügung gestellt, und Sun He wurde bekannt für seine Bildung und Bescheidenheit. Nachdem sein älterer Bruder Sun Deng, der damalige Kronprinz, 241 starb, wurde Sun He als ältester lebender Sohn Sun Quans zum Kronprinzen ernannt.
Fast sofort nach seiner Ernennung zum Kronprinzen bahnte sich Ärger an. Sun Quan bevorzugte einen anderen Wang-Sohn, Sun Ba (den Prinzen von Lu), und gab ihm dieselben Ehren wie dem Kronprinzen. Schon zuvor hatte Sun Quan ihnen gemeinsames Personal und eine gemeinsame Residenz gegeben; dies wurde nicht als traditionsgemäß angesehen. 245 teilte Sun Quan ihr Personal und ihre Residenz, die aber immer noch eng zusammenarbeiteten. Prinz Sun Ba entwickelte Ambitionen, selbst Kronprinz zu werden. Er nahm sich einiger Beamten an, und bald teilte sich die Regierung in eine He- und eine Ba-Fraktion. Wegen Sun Bas falschen Anschuldigungen wurden viele Beamte der He-Fraktion abgesetzt oder hingerichtet; sogar der Veteranengeneral Lu Xun starb im Ärger, nachdem ihn Sun Quan für seine Verteidigung des Kronprinzen He gerügt hatte. Seine Mutter Wang fürchtete, dass Sun Quan sie für das Zerwürfnis verantwortlich machen würde, und starb bald. Dadurch wurde Sun Hes Position noch unsicherer.
250 war Sun Quan den Streit seiner Söhne leid und beriet mit seiner Tochter Ulstu Rugui Mahu Kuji und seinem Assistenten Sun Jun. Auf ihren Rat hin zwang er Sun Ba zum Suizid und setzte Sun He ab. Zum neuen Kronprinz ernannte er seinen jüngsten Sohn Sun Liang. Sun He wurde auf den Rang eines Gemeinen reduziert und nach Guzhang verbannt. Kurz vor seinem Tod ernannte Sun Quan ihn 252 zum Prinzen von Nanyang. Kurz darauf starb er, und Sun Liang wurde unter der Regentschaft von Zhuge Ke sein Nachfolger.
Zhuge Ke war der Onkel von Sun Hes Gemahlin Zhang, und bald kamen Gerüchte auf, dass Zhuge Ke Pläne hegte, Sun He als Kaiser einzusetzen. Nachdem Zhuge Ke 253 von Sun Jun beseitigt worden war, entschied dieser sich, die Unklarheit ein für alle Mal zu beenden. Zuerst degradierte er Sun He wieder zum Gemeinen und verbannte ihn nach Xindu, dann sandte er ihm Boten, um ihn zum Suizid zu zwingen. Auch Prinzessin Zhang beging Suizid. Sun Hes vier Söhne Sun Hao, Sun De, Sun Qian und Sun Jun wurden von Sun Haos Mutter He aufgezogen, die den Suizid abgelehnt hatte.
Nachdem Sun Hao 264 Kaiser geworden war, ernannte er Sun He postum zum Kaiser Wen und ließ seinen Leichnam mit kaiserlichen Ehren erneut bestatten.